# USS Thompson (DD-305)
USS Thompson (DD-305), là một tàu khu trục lớp Clemson được Hải quân Hoa Kỳ chế tạo vào cuối Chiến tranh Thế giới thứ nhất. Nó là chiếc tàu chiến đầu tiên của Hải quân Hoa Kỳ được đặt cái tên USS Thompson, và là chiếc duy nhất được đặt theo tên Bộ trưởng Hải quân Richard W. Thompson (1809–1900). Thompson ngừng hoạt động năm 1930 nhằm tuân thủ quy định hạn chế vũ trang của Hiệp ước Hải quân London, và bị đánh chìm như một mục tiêu năm 1944.

## Thiết kế và chế tạo
Thompson được đặt lườn vào ngày 25 tháng 9 năm 1918 tại xưởng tàu Union Iron Works của hãng Bethlehem Shipbuilding Corporation ở San Francisco, California. Nó được hạ thủy vào ngày 15 tháng 1 năm 1919, được đỡ đầu bởi bà Herbert H. Harris; và được đưa ra hoạt động tại Xưởng hải quân Mare Island, Vallejo, California vào ngày 16 tháng 8 năm 1920 dưới quyền chỉ huy của Hạm trưởng, Thiếu tá Hải quân H. L. Best.

## Lịch sử hoạt động
Thompson khởi hành từ San Francisco vào ngày 4 tháng 9 cho chuyến đi chạy thử máy đưa nó về phía Nam đến tận vịnh Magdalena thuộc Baja California Sur. Nó quay trở về San Diego, California vào ngày 29 tháng 9 để hoạt động cùng Hạm đội Chiến trận trong thành phần Đội khu trục 32 trực thuộc Hải đội Khu trục 11. Sau các hoạt động thực tập hạm đội dọc theo vùng bờ Tây, nó khởi hành từ San Diego vào ngày 7 tháng 1 năm 1921 để tham gia cuộc cơ động hạm đội ngoài khơi Panama, và sau đó ngoài khơi bờ biển Chile về phía Nam Valparaíso. Khởi hành từ Valparaíso cùng với Đội khu trục 32 vào ngày 4 tháng 2, nó đi đến Balboa Panama rồi tiếp tục đi đến La Unión, El Salvador. Rời cảng này vào ngày 27 tháng 2, nó đi lên phía Bắc rồi tiếp nối các hoạt động thường lệ ngoài khơi San Diego. Các chuyến đi của nó kéo dài về phía Bắc đến tận Seattle, Washington.
Sau khi quay trở về từ các cuộc thực tập phía Bắc vào ngày 21 tháng 6, Thompson hoạt động ngoài khơi vùng bờ Tây cho đến ngày 10 tháng 12, khi nó khởi hành từ San Diego cho cuộc đại tu thường lệ tại Xưởng hải quân Puget Sound ở Bremerton, Washington. Sau khi hoàn tất, nó lên đường quay trở lại San Diego vào ngày 8 tháng 2 năm 1922 để tiếp nối các hoạt động cùng Hạm đội Chiến trận. Trong những năm tiếp theo, nó hoạt động từ San Diego, tham gia các cuộc cơ động mùa Đông và mùa Xuân ngoài khơi Panama, thỉnh thoảng băng qua kênh đào Panama để tập trận hạm đội tại vùng biển Caribe
Vào ngày 15 tháng 4 năm 1926, Thompson lên đường cùng với hạm đội từ San Francisco để tham gia tập trận Vấn đề Hạm đội tại vùng biển Hawaii. Sau khi hoàn tất huấn luyện, vào ngày 1 tháng 7, nó rời Trân Châu Cảng cùng với hạm đội cho một chuyến viếng thăm hữu nghị đến Australia và New Zealand. Sau khi ghé qua Pago Pago, Samoa trong các ngày 10-11 tháng 7, nó đi đến Melbourne, Australia vào ngày 23 tháng 7. Cùng các tàu chị em Kennedy (DD-306), Decatur (DD-341) và Farquhar (DD-304), nó rời Melbourne vào ngày 6 tháng 8 để viếng thăm Dunedin, New Zealand bốn ngày sau đó. Ra khơi sau khi hoàn tất chuyến viếng thăm kéo dài 10 ngày, nó tiếp tục viếng thăm Wellington từ ngày 22 đến ngày 24 tháng 8. Nó lên đường vượt Thái Bình Dương để quay trở về nhà, đi ngang qua Pago Pago và Trân Châu Cảng, và về đến San Diego vào ngày 26 tháng 9.
Trong suốt thời gian còn lại của quãng đời hoạt động, Thompson tiếp tục hoạt động cùng Đội khu trục 32, Hải đội Khu trục 11. Vào đầu năm 1927, nó thực hiện chuyến viếng thăm ngắn  đến vùng bờ Đông, ghé qua Norfolk, Virginia, Newport, Rhode Island và New York trước khi quay trở về San Diego. Theo những điều khoản hạn chế tải trọng và vũ khí của Hiệp ước Hải quân London năm 1930, Thompson được cho xuất biên chế vào ngày 4 tháng 4 năm 1930, rút khỏi danh sách Đăng bạ Hải quân vào ngày 22 tháng 6 năm 1930, và bị bán vào ngày 10 tháng 6 năm 1930.
Sau khi bị bán, nó đã phục vụ như một nhà hàng nổi tại phía Nam vịnh San Francisco trong những năm kinh tế suy thoái của thập niên 1930. Vào tháng 2 năm 1944, Hải quân đã mua lại con tàu và đánh chìm nó trên bãi đất bùn trong vịnh San Francisco, về phía Nam cầu San Mateo, nơi máy bay Lục quân và Hải quân thực tập ném bom bằng các quả bom giả. Một phần của xác tàu vẫn còn bên trên mực nước cho đến ngày hôm nay.